# Призрак в машине
Призрак в машине (англ. «Ghost in the Machine») — фантастический триллер режиссёра Рэйчел Талалэй.

## Сюжет
Серийный убийца Карл Хоффман попал в автомобильную аварию и был доставлен в больницу в крайне тяжёлом состоянии. В отделении реанимации, когда умирающий Карл находился внутри компьютерного томографа, в него ударил разряд молнии, после чего сознание Карла переселилось в компьютер.
Став существом, обитающим в электросети и получив возможность управлять любыми электроприборами и компьютерными сетями, он решает продолжить свою смертоносную деятельность…

## В ролях
- Кэрин Аллен — Терри Манро
- Крис Малки — Брэм Уокер
- Тед Марко — Карл Хоффман
- Уил Хорнефф — Джош Манро
- Джессика Уолтер — Элейн Спенсер
- Брэндон Квентин Эдамс — Фрэйзер
- Рик Дукомман — Фил Стюарт